# Spathius apicalis
Spathius apicalis är en stekelart som först beskrevs av John Obadiah Westwood 1882.  Spathius apicalis ingår i släktet Spathius och familjen bracksteklar. Utöver nominatformen finns också underarten S. a. glaber.